# Clearfield (Utah)
Clearfield é uma cidade localizada no estado norte-americano de Utah, no Condado de Davis. Nesta cidade concentra as maiores indústrias bélicas dos Estados Unidos. Os maiores empregadores em Clearfield incluem Hill Air Force Base, Lifetime Products, e Utility Trailer Manufacturing Company.

## Demografia
Segundo o Censo dos Estados Unidos de 2020, a sua população era de 31 909 habitantes.

## Geografia
De acordo com o United States Census Bureau tem uma área de
20,1 km², dos quais 20,1 km² cobertos por terra e 0,0 km² cobertos por água. Clearfield localiza-se a aproximadamente 1387 m acima do nível do mar.

## Localidades na vizinhança
O diagrama seguinte representa as localidades num raio de 8 km ao redor de Clearfield.